# 錫爾弗湖 (伊利諾伊州)
錫爾弗湖（英語：Silver Lake）是位於美國伊利諾伊州麥克亨利縣的一個非建制地區。該地的面積和人口皆未知。

## 地理
錫爾弗湖的座標為42°14′06″N 88°14′41″W / 42.23500°N 88.24472°W，而該地的平均海拔高度為253米（即830英尺）。